# Nuoto ai campionati europei di nuoto 2024 - 1500 metri stile libero femminili
La gara degli 1 500 metri stile libero femminili dei campionati europei di nuoto 2024 si è svolta il 20 e il 21 giugno 2024 presso il Centro Sportivo Milan Gale Muškatirović di Belgrado.

## Podio
| Pos.    | Atleta        | Nazione       |
| ------- | ------------- | ------------- |
| Oro     | Vivien Jackl  | Ungheria      |
| Argento | Celine Rieder | Germania      |
| Bronzo  | Fleur Lewis   | Gran Bretagna |

## Record
Prima della manifestazione il record del mondo (RM) e il record dei campionati (RC) erano i seguenti.
|  | 15'20"48 | Katie Ledecky  | 16 maggio 2018 Indianapolis |
|  | 15'38"88 | Lotte Friis    | 30 luglio 2013 Barcellona   |
|  | 15'50"22 | Boglárka Kapás | 21 maggio 2016 Londra       |

Durante la competizione non sono stati migliorati record.

## Programma
| Data           | Ora   | Turno    |
| -------------- | ----- | -------- |
| 20 giugno 2024 | 10:40 | Batterie |
| 22 giugno 2024 | 19:59 | Finale   |

## Risultati

### Batterie
| Pos. | Batteria | Corsia | Atleta                     | Nazionalità   | Tempo       | Note |
| ---- | -------- | ------ | -------------------------- | ------------- | ----------- | ---- |
| 1    | 2        | 4      | Viktória Mihályvári-Farkas | Ungheria      | 16'21"92    | Q    |
| 2    | 2        | 3      | Fleur Lewis                | Gran Bretagna | 16'35"91    | Q    |
| 3    | 1        | 5      | Jeannette Spiwoks          | Germania      | 16'35"99    | Q    |
| 4    | 1        | 4      | Celine Rieder              | Germania      | 16'38"15    | Q    |
| 5    | 2        | 5      | Vivien Jackl               | Ungheria      | 16'44"13    | Q    |
| 6    | 1        | 6      | Lucie Hanquet              | Belgio        | 16'45"48    | Q    |
| 7    | 1        | 3      | Merve Tuncel               | Turchia       | 16'53"82    | Q    |
| 8    | 1        | 2      | Ada Hakkarainen            | Finlandia     | 16'53"95    | Q    |
| 9    | 2        | 6      | Nora Fluck                 | Ungheria      | 17'00"38    |      |
| 10   | 1        | 7      | Leonie-Sarah Tenzer        | Finlandia     | 17'03"25    |      |
| 11   | 2        | 7      | Louna Kasvio               | Finlandia     | 17'10"91    |      |
| 12   | 2        | 1      | Katarina Ćorović           | Serbia        | 18'03"15    |      |
| DNS  | 2        | 2      | Deniz Ertan                | Turchia       | Non partita |      |

### Finale
| Pos.    | Corsia | Atleta                     | Nazionalità   | Tempo    | Note |
| ------- | ------ | -------------------------- | ------------- | -------- | ---- |
| Oro     | 2      | Vivien Jackl               | Ungheria      | 16'06"37 |      |
| Argento | 6      | Celine Rieder              | Germania      | 16'15"98 |      |
| Bronzo  | 5      | Fleur Lewis                | Gran Bretagna | 16'17"53 |      |
| 4       | 4      | Viktória Mihályvári-Farkas | Ungheria      | 16'19"83 |      |
| 5       | 3      | Jeannette Spiwoks          | Germania      | 16'33"57 |      |
| 6       | 7      | Lucie Hanquet              | Belgio        | 16'52"87 |      |
| 7       | 8      | Leonie-Sarah Tenzer        | Finlandia     | 16'58"44 |      |
| 8       | 1      | Ada Hakkarainen            | Finlandia     | 17'09"51 |      |